# Loverboy (canción de Billy Ocean)
«Loverboy» es el segundo sencillo de Billy Ocean de su álbum de 1984, Suddenly. Fue producido por Keith Diamond y Robert Lange. La canción fue grabada bajo el sello Jive Records. Alcanzó el número 2 en el Billboard Hot 100, el primer lugar de la lista Hot Dance Music/Club Play y el número 20 en la Hot Soul Singles en Estados Unidos, además de alcanzar el número 15 en la lista UK Singles Chart del Reino Unido en febrero de 1985.
El sencillo también fue un éxito masivo en Sudáfrica, alcanzando el número 1 en la Springbok Charts, permaneciendo en esa posición durante 11 de las 22 semanas que estuvo en las listas y fue el número 1 del año 1985 en ese país. En los Países Bajos alcanzó el número 5 en el Dutch Top 40 y en Bélgica llegó al número 3 del Ultratop 50.

## Vídeo musical
El video musical, dirigido por Maurice Phillips, fue filmado en Durdle Door, Inglaterra y recuerda un poco a las escenas de la película Star Wars. En un planeta extraterrestre, un jinete alienígena cabalga por la costa hasta un bar construido dentro de una cueva, donde se encuentra con todo tipo de criaturas espaciales. Allí intenta atraer la atención de una alienígena, y luego de disparar a su pareja con un láser, secuestra a la joven y huye con ella en su caballo hacia la puesta de sol. El video se intercala con escenas de Ocean interpretando la canción dentro de un holograma piramidal.

## Lista de canciones

###### 7" Jive / JS1-9284 (Estados Unidos) JIVE 80 (Reino Unido)
1. "Loverboy" - 3:58
2. "Loverboy" (Dub Mix) - 4:59 [3]

###### 12" Jive / JD1-9280 (Estados Unidos)
1. "Loverboy" (Extended Club Remix) - 8:08
2. "Loverboy" (Single Version) - 4:12
3. "Loverboy" (Dub Mix) - 4:59 [4]

###### 12" Jive / JIVE T 80 (Reino Unido - Edición Limitada)
1. "Loverboy" (Extended Club Remix) - 8:08
2. "Nights (Feel Like Getting Down)"
3. "Loverboy" (Dub Mix) - 4:59 [5]

## Posicionamiento en listas
| Lista (1985)                           | Máxima posición |
| -------------------------------------- | --------------- |
| Alemania (Offizielle Deutsche Charts)  | 12              |
| Australia (Kent Music Report)          | 7               |
| Austria (Austria top 40)               | 6               |
| Bélgica (Flandes) (Ultratop 50)        | 3               |
| Canadá (RPM Top Singles)               | 7               |
| Estados Unidos Billboard Hot 100       | 2               |
| Estados Unidos (Hot R&B/Hip-Hop Songs) | 20              |
| Estados Unidos (Hot Dance Club Songs)  | 1               |
| Francia (SNEP)                         | 34              |
| Nueva Zelanda (Recorded Music NZ)      | 7               |
| Países Bajos (Mega Single Top 100)     | 7               |
| Reino Unido (UK Singles Chart)         | 15              |
| Sudáfrica (Springbok Radio)            | 1               |
| Suecia (Sverigetopplistan)             | 7               |
| Suiza (Schweizer Hitparade)            | 13              |

## Versión de Boystar
En 2002, el grupo australiano "Boystar", formado por Ian Starr, Decklyn Jaxx y Steven Childs, lanzó una versión de "Loverboy". Fue su primer y único lanzamiento. Debutó en el puesto número 12 en la lista de sencillos ARIA.

## Lista de canciones
"Loverboy" fue lanzado en un CD sencillo de 5 pistas.
1. "Loverboy" (Radio Edit) (3:37)
2. "This Ain't Love" (3:06)
3. "Loverboy" (Diego V Euro Club) (5:21)
4. "Loverboy" (DJ Nikko Dirty Club) (4:14)
5. "Loverboy" (Diego V RNB) (4:30)